# Ievgueni Iorkine
Ievgueni Mikhaïlovitch Iorkine - en russe : Евгений Михайлович Ёркин et en anglais : Yevgeny Erkin (né le 23 août 1932 à Noguinsk en URSS - mort en 1994) est un joueur professionnel russe de hockey sur glace.

## Carrière de joueur
Durant sa carrière dans le championnat d'URSS, il a porté les couleurs des Krylia Sovetov. Il termine avec un bilan de 270 matchs en élite.

## Carrière internationale
Il a représenté l'URSS à 22 reprises sur une période de quatre saisons entre 1957 et 1960. Il a remporté le bronze aux Jeux olympiques de 1960. Il a participé à quatre éditions des championnats du monde pour un bilan de trois médailles d'argent et une de bronze.